# Manuel Komroff

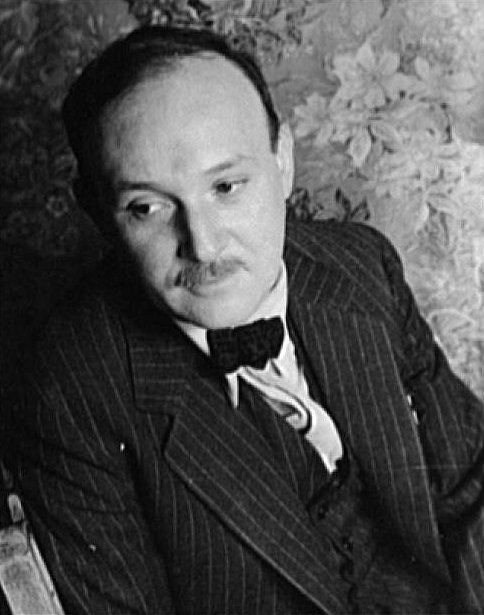
Manuel Komroff

Manuel Komroff (* 7. September 1890; † 10. Dezember 1974) war ein US-amerikanischer Autor von Stücken, Romanen und Drehbüchern.
Als Standardwerke gelten die von ihm herausgegebenen Reiseberichte von Marco Polo und seinen Zeitgenossen Wilhelm von Rubruk, Plano Carpini, dem Franziskaner Odorich von Portenau und dem Rabbi Benjamin von Tudela. Er war mit Odette Komroff verheiratet, die Co-Autorin mehrerer seiner Werke ist und seinen Nachlass der Columbia University vermacht hat.

## Reiseberichte
- (Hrsg.) The Travels of Marco Polo. Rev. from Marsden’s translation and ed. with introd. London: Cape, (1928). / New ed. New York: Liveright Publishing Corp., [ca. 1930] Digitalisat
- (Hrsg.) Contemporaries of Marco Polo. New York Liveright Publishing Corporation 1932
  - The travel records to the eastern parts of the world of William of Rubruck (1253–1255) [Guilelmus de Ruysbroek: Itinerarium ad partes orientales; engl.]
  - The journey of John of Pian de Carpini (1245–1247) [Giovanni Dal Piano Carpini: Libellus historicus; engl]
  - The journal of Friar Odoric (1318–1330) [Odorico de Pordenone: Itinerarium ... de mirabilibus orientalium Tartarorum; engl.]
  - The oriental travels of Rabbi Benjamin of Tudela (1160–1173) [Binj¯am¯in Ben-J¯on¯a aus Tudela: Mass¯a'¯ot., engl.].